# Belpre (Kansas)
Belpre es una ciudad ubicada en el condado de Edwards en el estado estadounidense de Kansas. En el año 2010 tenía una población de 84 habitantes y una densidad poblacional de 76,36 personas por km².

## Geografía
Belpre se encuentra ubicada en las coordenadas 37°57′4″N 99°5′59″O / 37.95111, -99.09972 (37.950976, -99.099597).

## Demografía
Según la Oficina del Censo en 2000 los ingresos medios por hogar en la localidad eran de $23,750 y los ingresos medios por familia eran $31,563. Los hombres tenían unos ingresos medios de $25,000 frente a los $16,875 para las mujeres. La renta per cápita para la localidad era de $14,665. Alrededor del 8.0% de la población estaban por debajo del umbral de pobreza.